# 曹杨环浜
曹杨环浜又稱曹杨新村环浜，是位於中華人民共和國上海市普陀區曹楊新村的一条長2000米的环形内河，水深0.5米至1.2米。

## 歷史
1951年，當局兴建曹杨新村时，改造了原來的虬江及其支流河道，於是建成了环形河道，該環形河道就是曹杨环浜。該河一度由於藻类過多，夏季出現臭气，水色发绿，遭到居民投訴。20世纪80年代以來，當局對曹杨环浜实施一系列综合整治工程。1987年，中国科学院上海植物生理研究所和上海交通大学在曹杨环浜内布置了以凤眼莲为主体的生物。两年后，曹杨环浜水质一度改善，水色澄清见底。2000年，曹杨环浜被评为上海市优秀样板河道。2005年，曹杨环浜水下森林通过验收。水下森林占地9800平方米，是當時上海惟一一个大型人工水下植物群落。